# 강원특별자치도 환동해특수재난대응단
강원특별자치도 환동해특수대응단(江原特別自治道 環東海特殊災難對應團, Gangwon Hwandonghae Special Disaster Response Service)은 강원특별자치도 영동 지역을 관할하는 강원특별자치도 소방본부 산하의 특수구조단이다.
환동해특수대응단장은 소방정 (계급)으로 보한다.

## 연혁
- 2017. 10. 31. : 강원도 환동해특수재난대응단 설치
- 2022. 07. 04. : 강원도 환동해특수대응단
- 2023. 06. 11  : 강원특별자치도 환동해특수대응단

### 역대 단장
- 2022. 07. 04. : 소방정 박흥석

## 역할
- 영동지역 산불 초기진화
- 영동지역 풍·수·설해 등 특수재난 대응
- 영동지역 주요 해수욕장 안전관리 지원
- 영동지역 대형화재 진화 지원
- 영동지역 산악사고 인명구조 지원
- 동해북평공단, 한국가스공사삼척기지 사고 대응 지원
- 육상·항공 대응팀의 운영

### 사무분장

#### 운영지원팀

##### 팀장
•환동해 특수대응단 운영지원업무 총괄

•주요업무계획 수립･평가에 관한 사항

•관련법령 정비, 조직 및 제도개선에 관한 사항

•환동해 특수대응단 소관업무 조정에 관한 사항

•일상경비 출납원에 관한 사항

##### 팀원
•산불 등 각종 재해·재난현장 대응업무 지원

•응원협정 등 유관기관 협력체계 구축·유지

•각종 업무보고, 회의자료 작성·관리

•소방청사 신증축 업무에 관한사항

•긴급기동대, 산악구조대 및 단 인력풀 운영

•지방재정관리시스템, 일상경비출납 등 예산 업무

•각종 공사, 용역 및 청사시설 관리․지원

•장비 구매, 배치에 관한 사항

•관용차량 관리 및 운용에 관한 사항

•각종 대회·행사 지원에 관한 사항

•월간,주간,일일업무보고 취합 작성

•전산, 통신, 방송에 관한 사항

#### 긴급기동대
• 공기호흡기 용기 관리 및 업무 전반

• 소방차량 및 차량 내 장비 관리에 관한 사항

• 긴급기동대 교육 및 훈련에 관한 사항

• 현장활동 안전관리

• 드론 운용 및 실적 관리

• 구조장비 등의 운용 및 관리

• 화재진압장비 및 산불진화장비 등의 운용 및 관리

• 구조실적관리 

• 근무일지 작성 및 전자문서 접수 및 발송

• 출동대편성표, 일일상황실적 관리

• 초과근무 내역, 출동간식비, 출동가산금 보고 등

• 재난현장 상황관리에 관한 사항

• 소방관서 긴급구조 및 유관기관 합동 훈련지원

#### 산악구조대
• 설악산 구조활동

## 같이 보기
- 대한민국 소방청
- 대한민국의 소방
- 소방관 계급